# USS LST-365
O USS LST-365 foi um navio de guerra norte-americano da classe LST que operou durante a Segunda Guerra Mundial.